# Mastichochoria
Der Gemeindebezirk Mastichochoria (griechisch Μαστιχοχώρια ‚Mastix-Dörfer‘) ist seit 2011 einer von acht Gemeindebezirken der Gemeinde Chios auf der griechischen Insel Chios. Er ging aus der ehemaligen Gemeinde Mastichochoria hervor und ist in einen Stadtbezirk und acht Ortsgemeinschaften untergliedert. Verwaltungssitz war Pyrgi. Der Gemeindebezirk liegt im Süden und Südwesten der Insel und stellt die flächenmäßig größte Verwaltungseinheit. 
Traditionell werden als Mastichochoria Dörfer im Anbaugebiet des Mastixstrauchs bezeichnet, dieses umfasst auch die benachbarten Gemeindebezirke Ionia, Agios Minas sowie die im Süden des Gemeindebezirks Kambochora gelegenen Dörfer Agios Georgios Sykousis und Vavili.

## Lage
Der flächengrößte Gemeindebezirk Mastichochoria erstreckt sich auf 212,149 km² im Süden der Insel Chios. Angrenzende Gemeindebezirke sind von Nord nach Ost Omiroupoli, Kambochora und Ionia.

## Verwaltungsgliederung

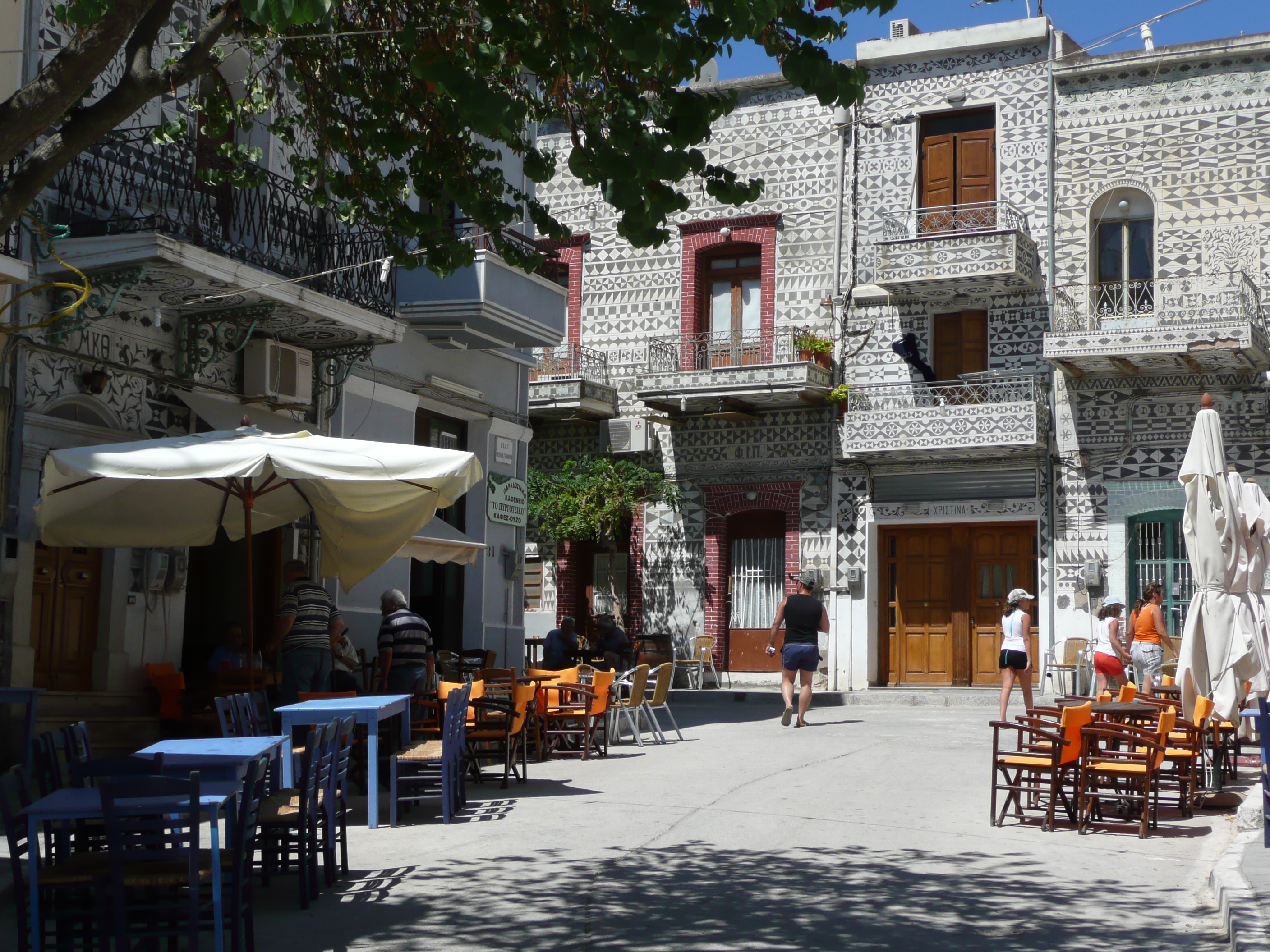
Dorfplatz von Pyrgi

Die Gemeinde Mastichochoria entstand 1989 durch Zusammenschluss der zuvor eigenständigen Landgemeinden Kalamoti, Patrika und Armolia. Durch die Gemeindereform 1997 wurde die Gemeinde um die  seit 1918 bestehenden Landgemeinden Vessa, Elata, Pyrgi, Mesta, Lithi und Olymbi erweitert. Verwaltungssitz wurde Pyrgi. Mit der Verwaltungsreform 2010 wurden zum 1. Januar 2011 die Gemeinden der Insel zur Gemeinde Chios zusammengelegt. Seither bildet Masichochoria einen von acht Gemeindebezirken. Die ehemaligen neun Gemeindebezirke bilden einen Stadtbezirk und acht Ortsgemeinschaften. Die Einwohnerzahlen entstammen der Volkszählung von 2011.

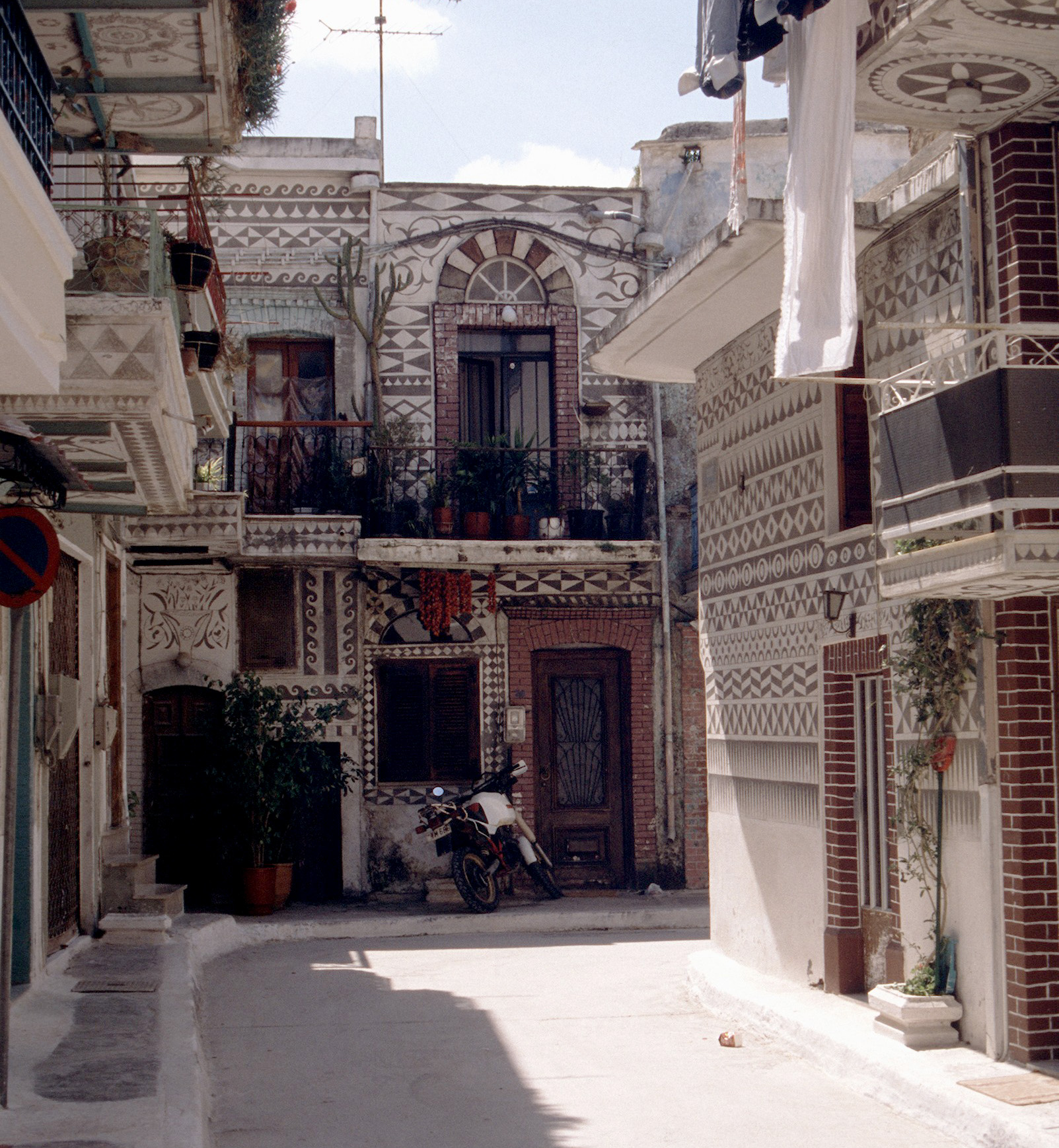
Gasse in Pyrgi

| Stadtbezirk Ortsgemeinschaft | griechischer Name          | Code     | Fläche (km²) | Einwohner 2001 | Einwohner 2011 | Dörfer und Siedlungen                                                      |
| ---------------------------- | -------------------------- | -------- | ------------ | -------------- | -------------- | -------------------------------------------------------------------------- |
| Pyrgi                        | Δημοτική Κοινότητα Πυργίου | 57010701 | 59,746       | 1304           | 832            | Pyrgi, Dotia, Emborios, Karynda, Moni Agiou Georgiou, Venetiko, Pelagonisi |
| Armolia                      | Τοπική Κοινότητα Αρμολίων  | 57010702 | 14,729       | 0611           | 442            | Armolia                                                                    |
| Vessa                        | Τοπική Κοινότητα Βέσσης    | 57010703 | 20,891       | 0251           | 113            | Vessa                                                                      |
| Elata                        | Τοπική Κοινότητα Ελάτας    | 57010704 | 17,228       | 0308           | 248            | Elata, Agios Stefanos                                                      |
| Kalamoti                     | Τοπική Κοινότητα Καλαμωτής | 57010705 | 15,374       | 0855           | 706            | Kalamoti, Almyros, Komi                                                    |
| Lithi                        | Τοπική Κοινότητα Λιθίου    | 57010706 | 15,412       | 0455           | 398            | Lithi, Limenas Lithiou                                                     |
| Mesta                        | Τοπική Κοινότητα Μεστών    | 57010707 | 33,977       | 0565           | 437            | Mesta, Limenas, Merikounda, Trachylia, Kalogeros, Nisaki                   |
| Olymbi                       | Τοπική Κοινότητα Ολύμπων   | 57010708 | 31,783       | 0309           | 376            | Olymbi                                                                     |
| Patrika                      | Τοπική Κοινότητα Πατρικών  | 57010709 | 03,009       | 0086           | 120            | Patrika                                                                    |
| Gesamt                       | Gesamt                     | 570107   | 212,149      | 4744           | 3672           |                                                                            |

## Geschichte

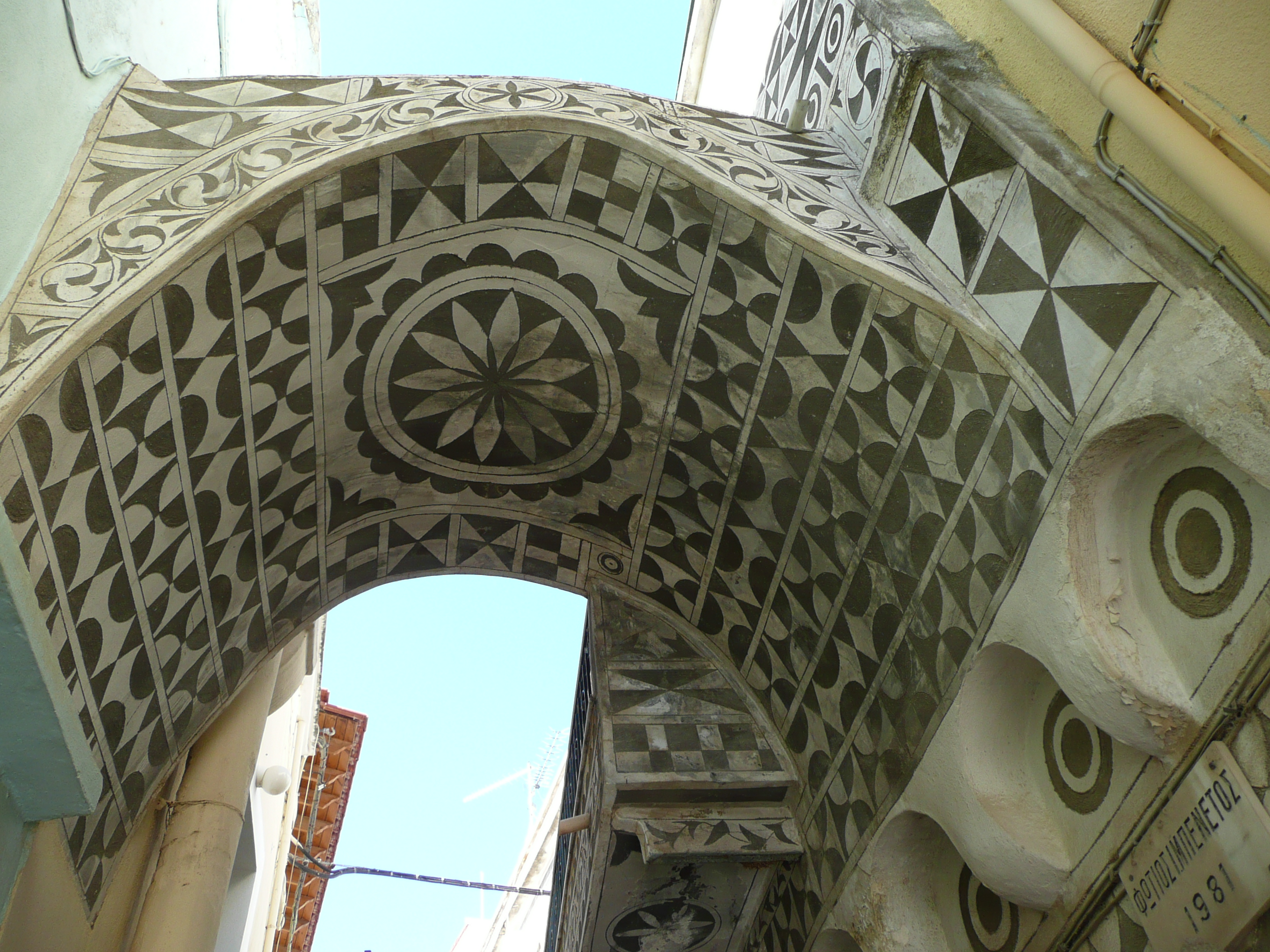
Detail eines Häuserbogens in Pyrgi mit Sgraffito

Der Süden von Chios zählt, aufgrund seiner fruchtbaren Böden seit jeher zu den am dichtesten bevölkerten Inselteilen. Von bisher 19 bekannten vorgeschichtlichen Fundstätten liegen 9 auf dem Gebiet des Gemeindebezirks. Emborio an der Südostküste war von der Jungsteinzeit bis in die Spätbronzezeit besiedelt, weitere 6 frühbronzezeitliche Fundorte sind bekannt. In die mykenische Zeit wird der Fundort Kato Phana datiert. 
Durch die Überfälle arabischer Piraten wurden ab dem 7. Jahrhundert die Küstenorte verlassen und im Inselinnern besonders die von der Mastixerzeugung wohlhabenden Dörfer zunehmend befestigt. Während der genuesischen Zeit zwischen dem 14. und 16. Jahrhundert erreichten diese Dörfer ihre Blütezeit und hatten einen Bevölkerungsanstieg zu verzeichnen.

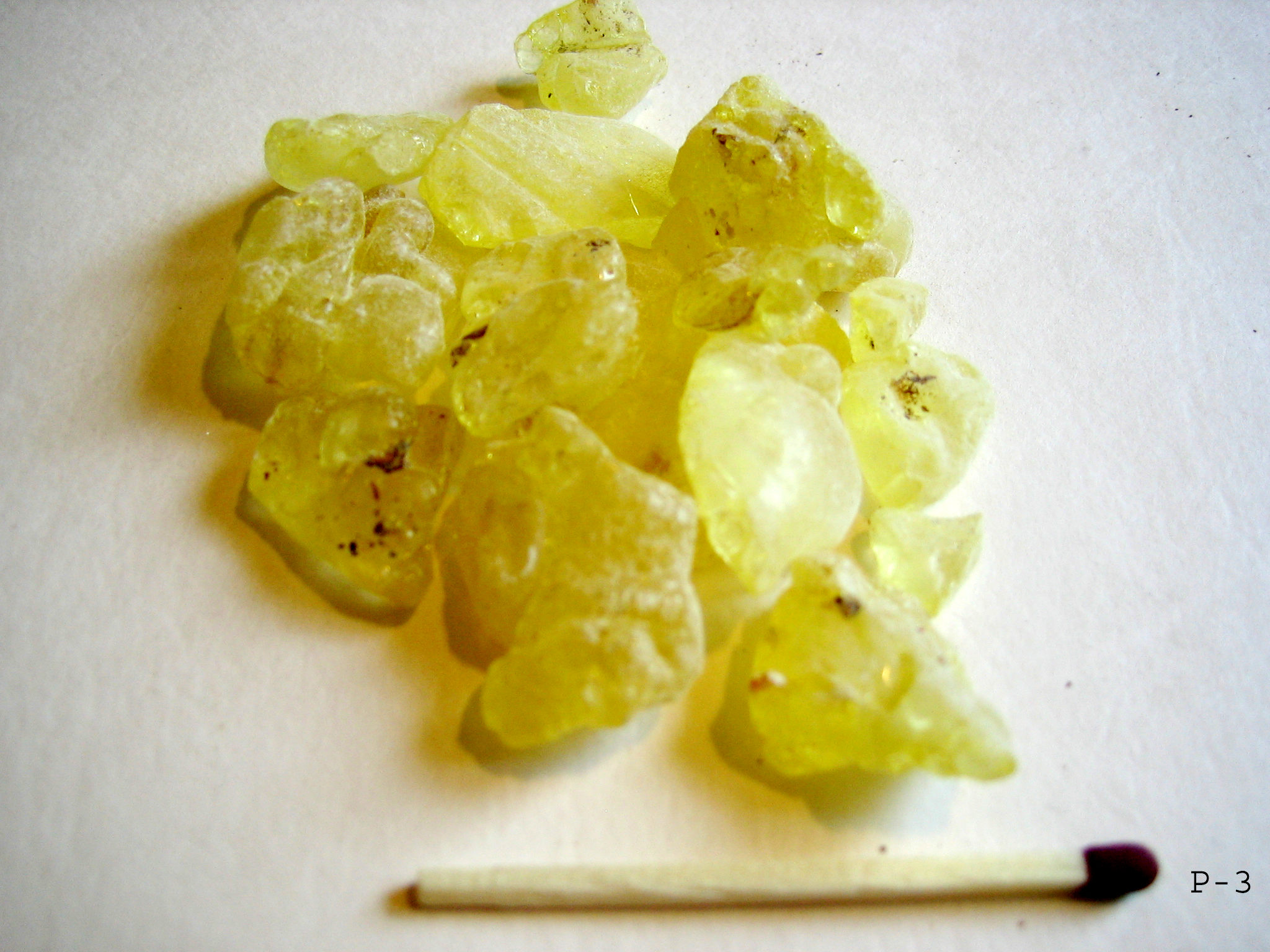
Mastix aus Mastichochoria

Der Handel mit Mastix brachte Chioten zu großem Einfluss und sorgte für große Privilegien. Unter anderem wurden die Bewohner der Mastichochoria 1822 beim Massaker von Chios verschont, damit der Mastix-Nachschub für den Sultan und seinen Harem nicht gefährdet würde.
2012 wurden die Mastichochoria und vor allem die Mastixbestände durch einen Waldbrand bedroht.